# Mehmet Ali Kıran
Mehmet Ali Kıran (* 15. Mai 1987 in Istanbul) ist ein türkischer Fußballspieler, der derzeit für Tarsus İdman Yurdu spielt.

## Karriere
Kıran kam im Istanbuler Stadtteil Bakırköy auf die Welt und begann in der Jugend von Özmuratspor mit dem Vereinsfußball. Im Frühjahr 2005 erhielt er hier einen Profivertrag und spielte hier die nächsten fünf Jahre. 2010 wechselte er zum Drittligisten Dardanelspor und spielte hier ein Jahr lang. Die nächste Saison spielte er für immer jeweils eine halbe Spielzeit bei Karsspor und Aydınspor.
Zum Sommer 2012 wechselte er zum westtürkischen Zweitligisten Karşıyaka SK. Bereits im Frühjahr 2014 verließ er diesen Klbu und spielte anschließend der Reihe nach für Gaziosmanpaşaspor, Turgutluspor und Tarsus İdman Yurdu.

## Erfolge
Mit Zeytinburnuspor
- Vizemeister der TFF 3. Lig und Aufstieg in die TFF 2. Lig: 2005/06